# Laccophilus pulicarius
Laccophilus pulicarius är en skalbaggsart som beskrevs av Sharp 1882. Laccophilus pulicarius ingår i släktet Laccophilus och familjen dykare. Inga underarter finns listade i Catalogue of Life.